# Flygvapnets officershögskola
Flygvapnets officershögskola (FOHS) var en officershögskola inom svenska flygvapnet som verkade i olika former åren 1982–1998. Förbandsledningen var förlagd i Halmstads garnison vid Halmstads flygplats.

## Historik
Flygvapnets officershögskola bildades den 1 juli 1982 genom reformen Ny befälsordning. Där tre yrkesbefälskårer, plutonsofficerare, kompaniofficerare och regementsofficerare avskaffades och ersattes av ett enhetsbefälssystem. Även om skolan bildades 1982, så ryckte den första värnpliktsomgången in vid skolan den 21 juli 1980, vilka utgjorde rekryteringsbas i det nya befälssystemet. Drygt ett år senare, den 14 september 1981, började utbildningen vid Flygvapnets officershögskola. 
Fram till 1983 utbildades officerare vid Flygkadettskolan på Flygvapnets Krigsskola (F 20) i Uppsala och vid Flygvapnets kadett- och aspirantskola för marklinjen (KAS/M) vid Flygvapnets Södertörnsskolor (F 18). Med start från 1981 kom utbildningen att samlas vid Flygvapnets officershögskola (FOHS), vilken utbildade samtliga officerskategorier, skolan blev underställd chefen för Flygvapnets Halmstadsskolor (F 14). Chefen för Flygvapnets officershögskola var i regel även ställföreträdande chef för Flygvapnets Halmstadsskolor.
Genom Regeringens proposition 1997/98:1D6 beslutade riksdagen att försvarsgrenarnas officersskolor, Flygvapnets officershögskola, Flygvapnets krigshögskola i Uppsala, Marinens officershögskola i Karlskrona, Marinens krigshögskola i Berga samt Krigsskolan i Solna skulle avvecklas den 31 december 1998. Istället skulle utbildningen inordnas från den 1 januari 1999 i tre nya Militärhögskolor i Halmstad, Solna och i Östersund.

## Förbandschefer
Förbandschefen titulerades skolchef och hade tjänstegraden överste.

- 1981–1984: Nils Rönnberg
- 1984–1986: Bo-Göte Eriksson
- 1986–1989: Svante Menckel
- 1989–1991: Bo Lennhammar
- 1991–1993: Hans Bjernby
- 1993–1994: Lars Winberg
- 1995–1997: Robert Palmgren

## Namn, beteckning och förläggningsort
| Flygvapnets officershögskola | 1982-07-01 | – | 1998-12-31 |

| FOHS | 1982-07-01 | – | 1998-12-31 |

| Halmstads garnison (F) | 1982-07-01 | – | 1998-12-31 |